# Vincetoxicum fuscatum
Vincetoxicum fuscatum är en oleanderväxtart. Vincetoxicum fuscatum ingår i släktet tulkörter, och familjen oleanderväxter.

## Underarter
Arten delas in i följande underarter:
- V. f. boissieri
- V. f. fuscatum